# Ukraiinka, Kobleve, Mîkolaiiv
Ukraiinka (în ucraineană Українка) este un sat în comuna Kobleve din raionul Mîkolaiiv, regiunea Mîkolaiiv, Ucraina.

## Demografie
Componența lingvistică a localității Ukraiinka
     Ucraineană (80,14%)
     Rusă (13,43%)
     Alte limbi (2,1%)
Conform recensământului din 2001, majoritatea populației localității Cervona Ukraiinka era vorbitoare de ucraineană (80,14%), existând în minoritate și vorbitori de rusă (13,43%), găgăuză (2,38%) și armeană (1,96%).